# Molyko Omnisport Stadium
Le Molyko Omnisport Staduim est un stade polyvalent situé à Buéa, dans la région du Sud-Ouest du Cameroun. Il est actuellement utilisé principalement pour les matchs de football. Il sert de terrain d'accueil au Mont Cameroun FC. Le stade compte 3 200 sièges mais peut accueillir 15 000 personnes. Le stade est situé au quartier Molyko à Buéa et la pelouse est en gazon naturel. il est aussi le temple d'un événement international qu'est la Course de l'espoir dont le départ et l'arrivée sont au mythique Molyko Omnisport Stadium  ; une course d'ascension du fameux « Char des Dieux, 4100m d'altitude » qui se tient tous les mois de février et draine en moyen 100 000 personnes et des milliers de touristes étrangers. 